# O-Phénylènediamine
L'orthophénylènediamine, o-phénylènediamine ou 1,2-diaminobenzène, est un composé aromatique de formule C6H4(NH2)2. C'est une diamine aromatique, l'un des trois isomères du diaminobenzène.
On la prépare le plus souvent en traitant du 2-nitrochlorobenzène ClC6H4NO2 avec de l'ammoniac NH3 pour donner du 2-aminonitrobenzène H2NC6H4NO2 qui est ensuite hydrogéné :
ClC6H4NO2 + 2 NH3 → H2NC6H4NO2 + NH4Cl.
H2NC6H4NO2 + 3 H2 → H2NC6H4NH2 + 2 H2O.
L'orthophénylènediamine se condense avec les cétones et les aldéhydes pour donner un grand nombre de produits utiles. Il donne des benzimidazoles avec les acides carboxyliques et leurs dérivés : le bénomyl, un herbicide aujourd'hui interdit dans l'Union européenne, était produit de cette façon, et la quinoxalinedione peut également être préparée par condensation d'orthophénylènediamine avec de l'oxalate de diméthyle.
L'orthophénylènediamine est également à la base de la synthèse d'autres hétérocycliques, notamment les phénazines et les benzotriazoles. Ces derniers sont utilisés dans la production de plastiques, de composés photochimiques, et de composé anticorrosion pour le cuivre. Benzimidazole, phénylendiamine-thiourée, quinoxaline sont à la base de nombreux pesticides,
- Ces composés servent aussi de base à la production de teintures et pigments. On retrouve également de la phénylènediamine et ses dérivés dans de nombreux cosmétiques, notamment les teintures pour cheveux. Ils sont d'ailleurs sans doute responsables des syndromes allergiques chez les coiffeurs[4].

L'orthophénylènediamine permet également de synthétiser le 2-mercaptobenzimidazole, un antioxydant du caoutchouc. C'est enfin un substrat dans la méthode immuno-enzymatique ELISA.

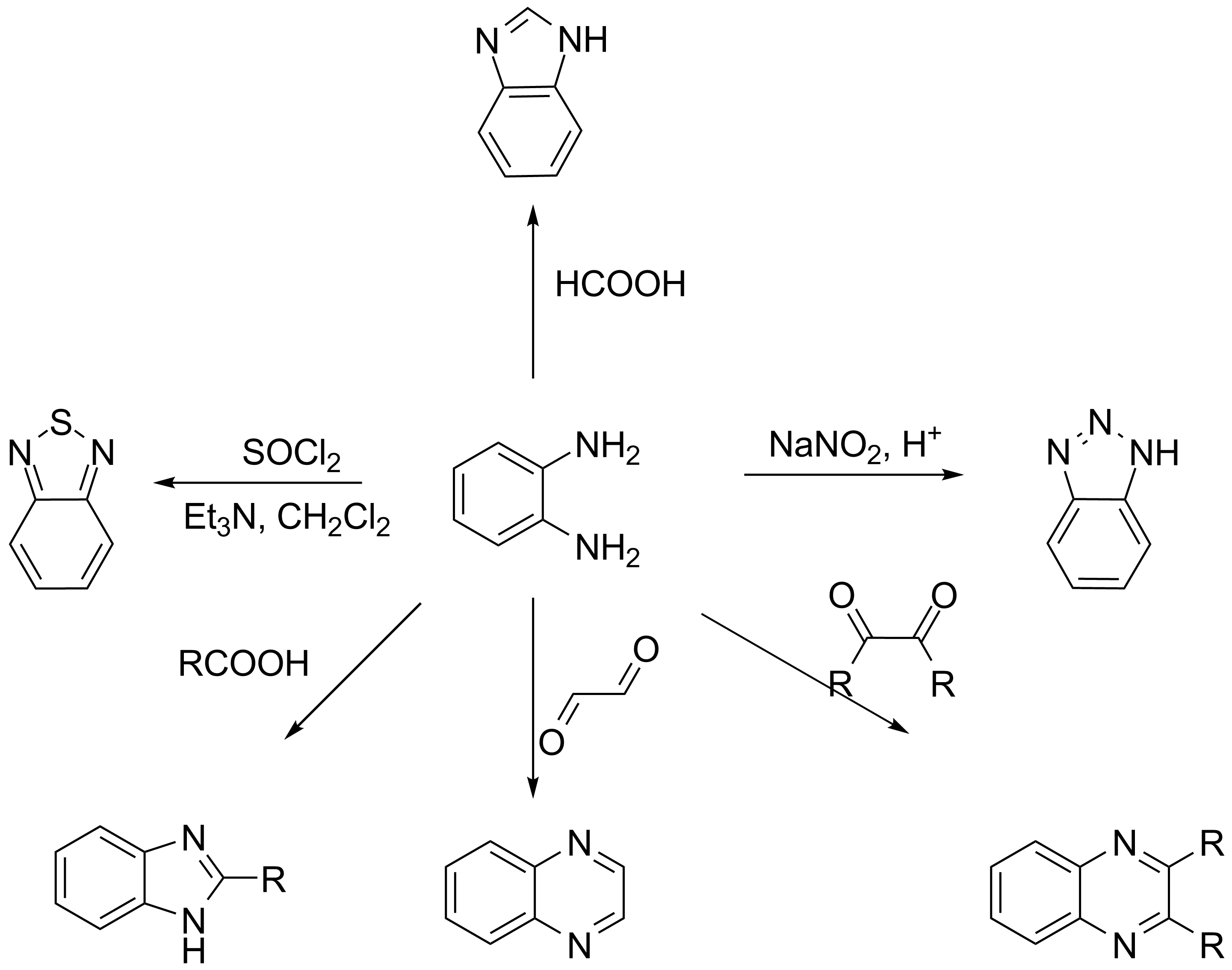
Produits possibles à partir de l'orthophénylènediamine (dans le sens des aiguilles) : benzimidazole (réaction avec l'acide méthanoïque), benzotriazole (nitrite de sodium en milieu acide), quinoxaline substituée (dicarbonyle vicinal), quinoxaline (éthanedial), benzimidazole substitué (acide carboxylique), et piazthiole (ou 2,1,3-benzothiadiazole, réaction avec le chlorure de thionyle et la triéthylamine dans le dichlorométhane).